# Aspid GT-21 Invictus
De Aspid GT-21 Invictus is een auto van Aspid. De auto weegt 990 kilogram en heeft een V8 motor van BMW die 450 pk levert. De auto gaat in 2013 in productie en heeft een topsnelheid van meer dan 300 km/h. Een sprint van 0 tot 100 duurt minder dan 3 seconden.